# Agnès d'Anhalt-Dessau
Titre
Duchesse consort de Saxe-Altenbourg
3 août 1853 – 23 octobre 1897
(44 ans, 2 mois et 20 jours)
Frédérique Amélie Agnès d'Anhalt-Dessau (1824-1897), est une écrivaine, épouse du duc Ernest Ier de Saxe-Altenbourg.

## Biographie
Née le 24 juin 1824, à Dessau (Saxe-Anhalt), elle est la fille de Léopold IV d'Anhalt et de Frédérique-Wilhelmine de Prusse (1796-1850), fille du prince Louis-Charles de Prusse. Elle épouse en 1853 le duc Ernest Ier de Saxe-Altenbourg. C'est une peintre talentueuse. Elle est l'autrice de Ein Wort an Israel (Leipzig, 1893).
Elle est la mère de Marie de Saxe-Altenbourg (1854-1898). Elle décède à Hummelshain, le 23 octobre 1897.

## Sources
- (de) Cet article est partiellement ou en totalité issu de l’article de Wikipédia en allemand intitulé « Agnes von Anhalt-Dessau » (voir la liste des auteurs).